# Église Saint-Martin de Guerville
Pour les articles homonymes, voir Église Saint-Martin.
L'église Saint-Martin est une église catholique située à Guerville, en France.

## Localisation

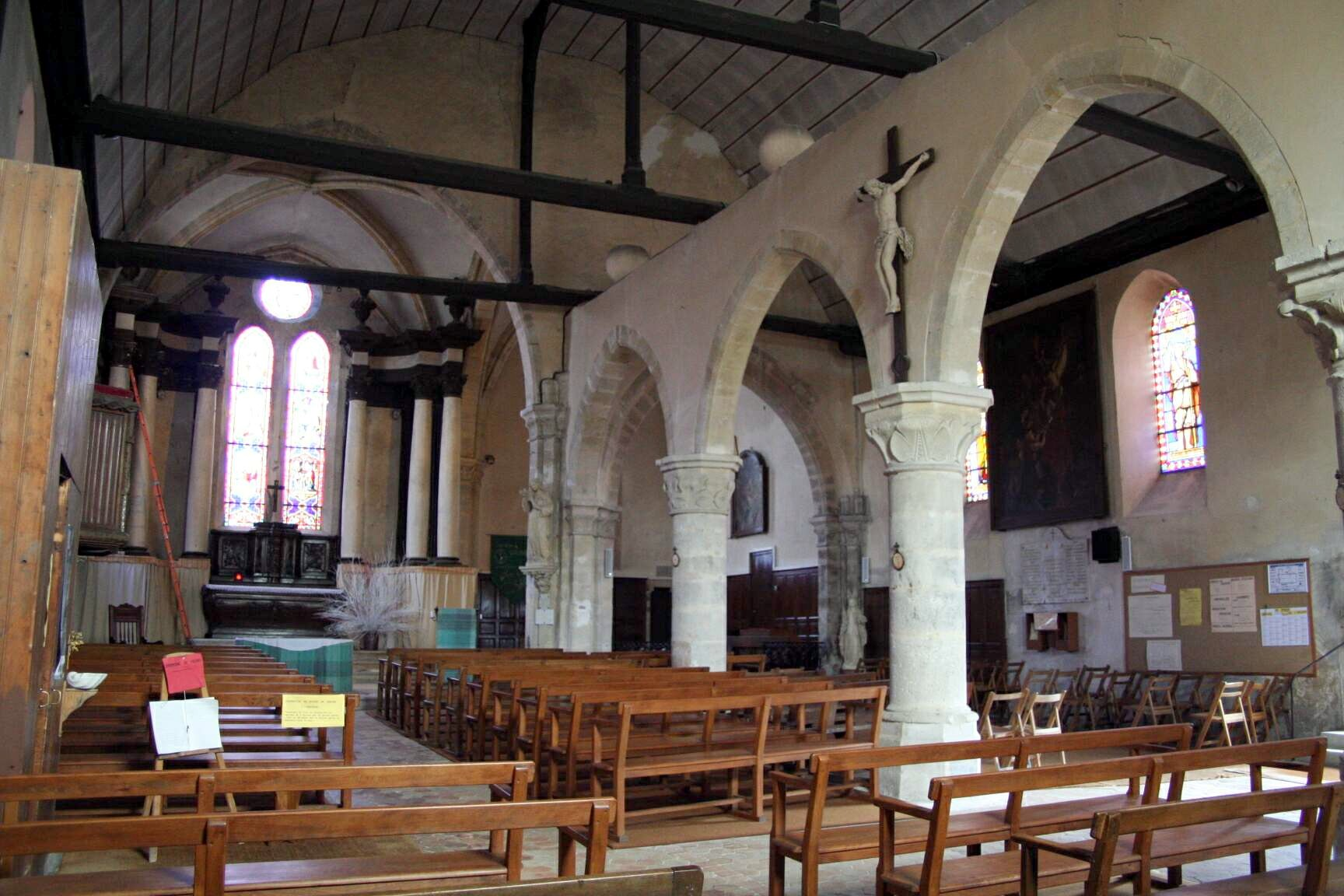
La nef.

L'église est située dans le département français des Yvelines, dans la commune de Guerville.

## Historique

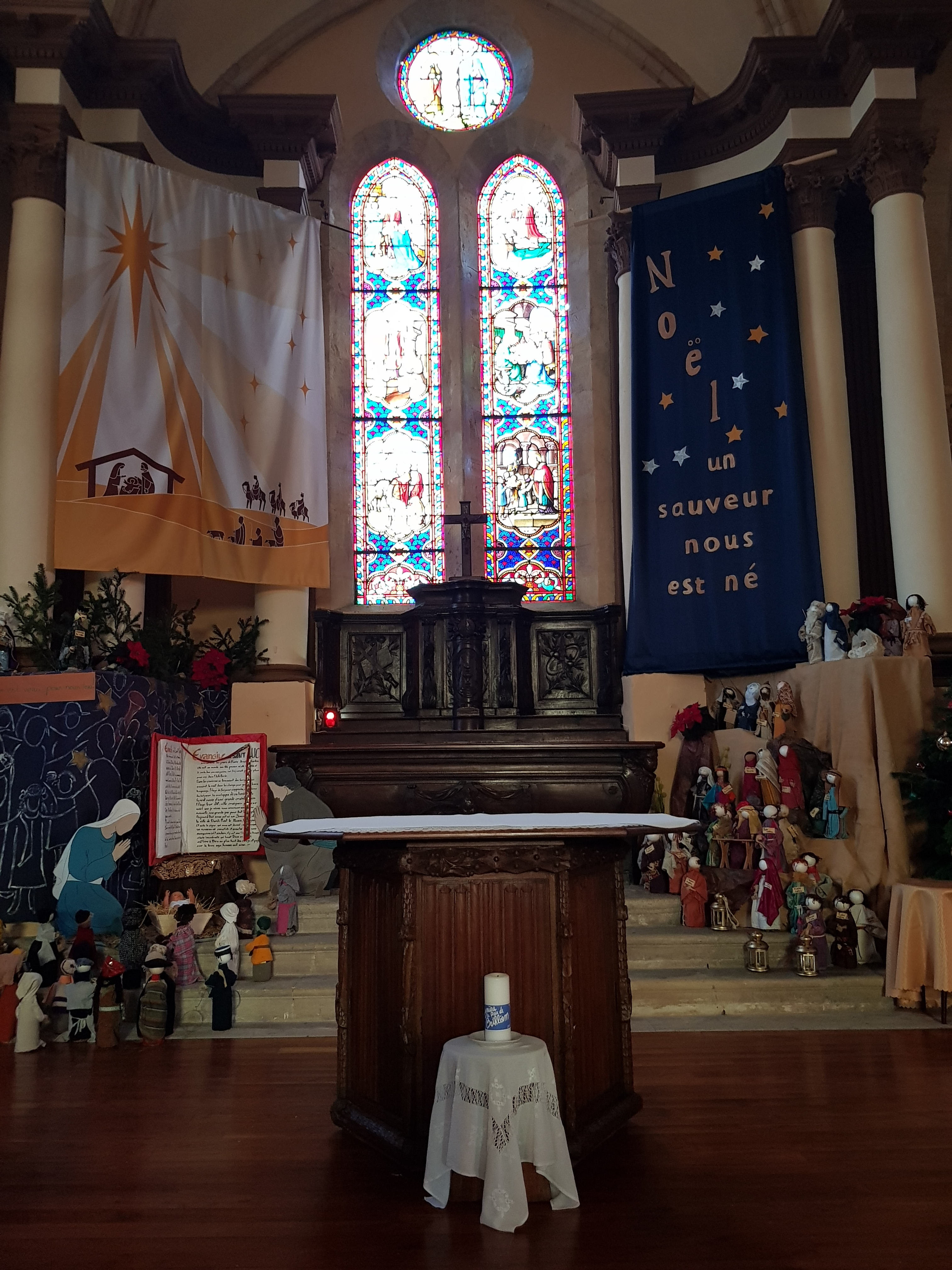
Guerville - Église Saint-Martin

Elle a été construite en partie au XIVe siècle.

## Description

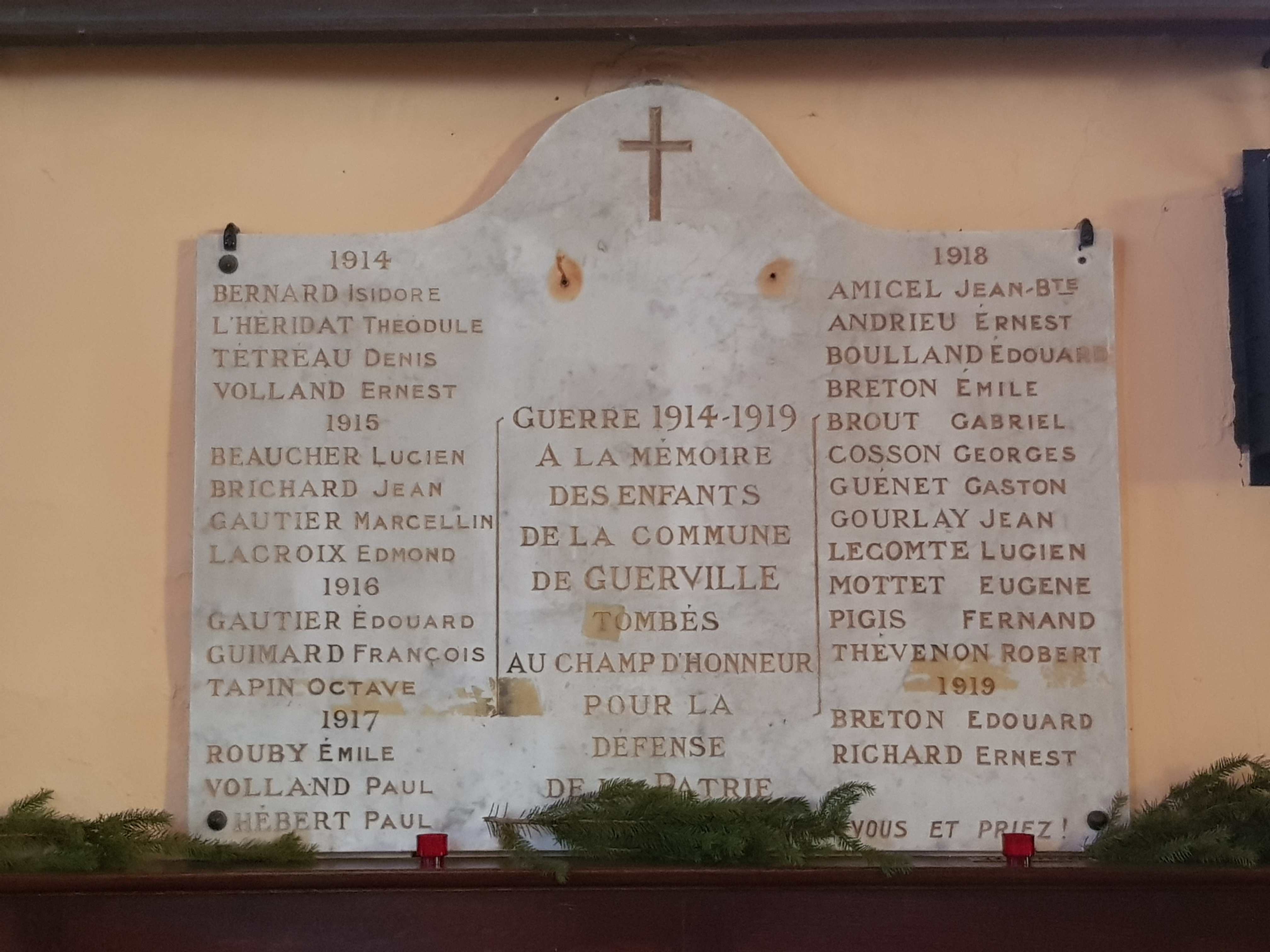
Stèle 1914-1919.

C'est une église orientée, de plan longitudinal., dont la nef  bordée d'un collatéral au sud débouche sur un chevet plat.

## Mobilier

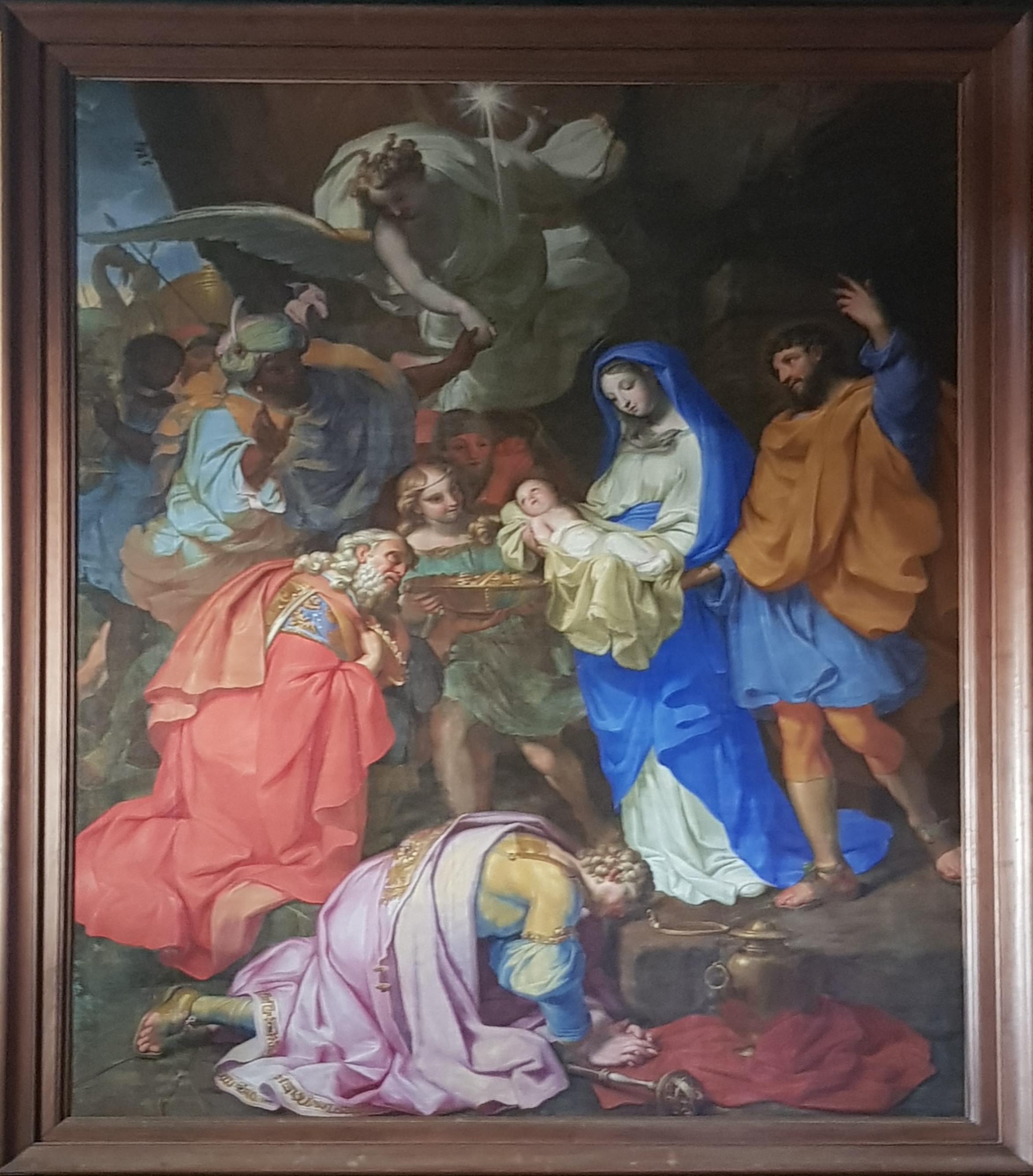
L'Adoration des mages.

On y trouve un tableau intitulé L'Adoration des mages, attribué à frère Luc vers 1670.